# Fanny Ayton
Retrato de soprano Fanny Ayton. Mezzotint por George H. Phillips, depois de Richard Westall

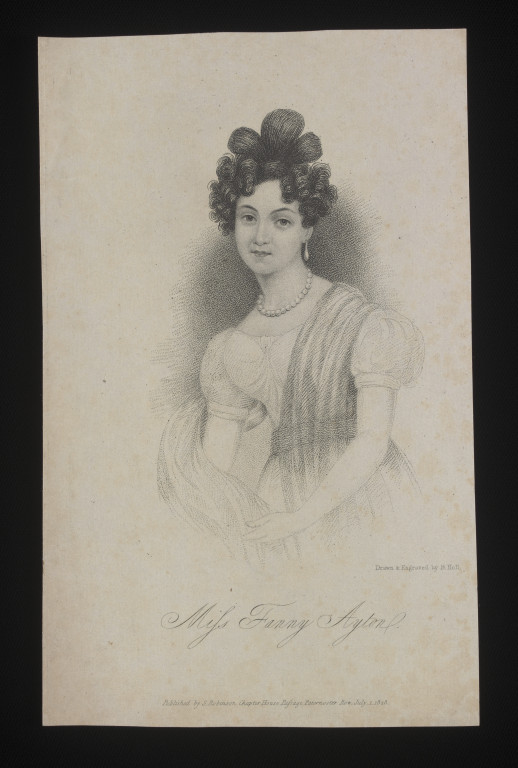
Retrato de Fanny Ayton, gravada por Benjamin Holl

Fanny Ayton (1806 – depois de 1833) foi uma soprano inglesa conhecida por suas grandes apresentações em Londres no final da década de 1820.

## Carreira
Ela nasceu em Macclesfield. Ela foi ensinada a cantar por Manielli em Florença. Sua primeira aparição pública, na Itália, foi com tal êxito que João de Ebers envolvidos-la para a temporada de 1827, no King's Theatre, em um salário de £500. Ela fez aparições lá em dois Rossini óperas, como Ninetta em La gazza ladra (3 de fevereiro) e como Fiorilla em Il Turco in Italia. No mesmo ano, ela cantou no Drury Lane em uma versão em inglês do Il Turco e como Rosetta, em Amor, em uma Aldeia. Ela também jogou no províncias, e cantou em shows com a feira de sucesso. Em 1829, ela cantou no Festival de Birmingham opera com Maria suecos do flower kings e Miguel Costa. Em 1831, ela cantou de novo o Rei do Teatro para a temporada, como Creusa, em Simon Mayr's Medea em Corinto, e ela jogou Isabel em uma versão de Robert le diable (O Dæmon, ou a Mística do Ramo, 21 de fevereiro de 1832), depois que ela desapareceu de vista.

## Recepção
De acordo com Henry Chorley, ela tinha uma considerável execução, o picante e o sabor do seu próprio, uma certa facilidade no palco, e uma grande fluência em italiano. Mas ela teve a infelicidade de competir com alguns dos maiores cantores italianos, e sua entonação deu depois de sua primeira temporada.
Sir Walter Scott, mencionou a sua visita a sua casa, com seu pai, em dezembro de 1827. Ele escreveu, "Um doce muito bonita olhando jovem senhora, a Prima Donna da Ópera italiana, executando agora aqui, por nome de Miss Ayton, veio para o café da manhã com seu pai...Miss Ayton fala muito bem, e, ouso dizer, canta lindamente, embora muito em italiano forma, eu o temo, para ser um grande favorito da mina. Mas eu não a ouvi-la, sendo chamados de"
Um retrato dela, desenhada e gravada por Benjamin Holl, foi publicado em 1 de julho de 1828.